# Северна Македония на летните олимпийски игри 2020
Северна Македония участва на летните олимпийски игри през 2020 година в Токио от 23 юли до 8 август 2021 година.
Това е седмото участие на страната на Летни олимпийски игри. Страната търси втория си медал от олимпийски игри, като има един бронзов медал от олимпиадата в Сидни през 2000 година.
На 27 юли страната печели втория си олимпийски медал в историята и първия с новото си име Северна Македония - сребро в таекуондото. Медалът завоюва Деян Георгиевски в категория +80кг.

## Медалисти
| Медал          | Медалист         | Спорт     | Събитие | Дата   |
| -------------- | ---------------- | --------- | ------- | ------ |
| Сребърен медал | Деян Георгиевски | Таекуондо | +80 кг  | 27 юли |

## Състезатели

### Борба
Мъже свободен стил
| Борец              | Категория | Осминафинал       | Четвъртфинал      | Полуфинал         | Репешаж           | Финал/ БМ         | Финал/ БМ     |
| Борец              | Категория | Съперник Резултат | Съперник Резултат | Съперник Резултат | Съперник Резултат | Съперник Резултат | Място         |
| ------------------ | --------- | ----------------- | ----------------- | ----------------- | ----------------- | ----------------- | ------------- |
| Магомедгаджи Нуров | −97 кг    | Садауи П 5 - 0    | Салас З 4 - 6     | не продължава     | не продължава     | не продължава     | не продължава |

### Джудо
Жени
| Състезател      | Събитие | Първи кръг        | Осминафинал       | Четвъртфинал      | Полуфинал         | Репешаж           | Финал / Мач за бронз | Финал / Мач за бронз |
| Състезател      | Събитие | Съперник Резултат | Съперник Резултат | Съперник Резултат | Съперник Резултат | Съперник Резултат | Съперник Резултат    | Място                |
| --------------- | ------- | ----------------- | ----------------- | ----------------- | ----------------- | ----------------- | -------------------- | -------------------- |
| Арбреша Реджепи | –52 кг  | Ч Жил З 00-11     | не продължава     | не продължава     | не продължава     | не продължава     | не продължава        | не продължава        |

### Карате
| Спортист             | Събитие   | Елиминационен кръг | Елиминационен кръг | Финален кръг  | Финален кръг  | Финал / Мач за бронз | Финал / Мач за бронз |
| Спортист             | Събитие   | Резултат           | Място              | Резултат      | Място         | Съперник Резултат    | Място                |
| -------------------- | --------- | ------------------ | ------------------ | ------------- | ------------- | -------------------- | -------------------- |
| Пулексения Йованоска | ката жени | 23.90              | 5                  | не продължава | не продължава | не продължава        | не продължава        |

### Лека атлетика
| Атлет          | Събитие    | Старт    | Старт | Полуфинал     | Полуфинал     | Финал         | Финал         |
| Атлет          | Събитие    | Резултат | Място | Резултат      | Място         | Резултат      | Място         |
| -------------- | ---------- | -------- | ----- | ------------- | ------------- | ------------- | ------------- |
| Йован Стойоски | Мъже 400 м | 46.81    | 7     | не продължава | не продължава | не продължава | не продължава |

### Плуване
| Плувец                | Събитие            | Старт   | Старт | Полуфинал     | Полуфинал     | Финал         | Финал         |
| Плувец                | Събитие            | Време   | Място | Време         | Място         | Време         | Място         |
| --------------------- | ------------------ | ------- | ----- | ------------- | ------------- | ------------- | ------------- |
| Филип Дерковски       | 400м свободен стил | 4:03.34 | 36    | н/д           | н/д           | не продължава | не продължава |
| Миа Блажевска Еминова | 100м свободен стил | 57.19   | 40    | не продължава | не продължава | не продължава | не продължава |

### Спортна стрелба
| Състезател       | Събитие               | Квалификация | Квалификация | Финал         | Финал         |
| Състезател       | Събитие               | Точки        | Място        | Точки         | Място         |
| ---------------- | --------------------- | ------------ | ------------ | ------------- | ------------- |
| Борян Бранковски | 10м въздушен пистолет | 573          | 21           | не продължава | не продължава |

### Таекуондо
Мъже
| Спортист         | Събитие | Осминафинал        | Четвъртфинал      | Полуфинал         | Репешаж           | Финал / Мач за бронз | Финал / Мач за бронз |
| Спортист         | Събитие | Съперник Резултат  | Съперник Резултат | Съперник Резултат | Съперник Резултат | Съперник Резултат    | Място                |
| ---------------- | ------- | ------------------ | ----------------- | ----------------- | ----------------- | -------------------- | -------------------- |
| Деян Георгиевски | +80кг   | Рафаел Алба П 11-8 | Сейду Гбане П 9-4 | Ин Кю Дон П 12-6  | н/д               | РОК Вл Ларин L 9-15  | 02                   |